# Primera Regional de La Rioja 1990-91
La temporada 1990-91 de Primera Regional de La Rioja era el sexto y último nivel de las Ligas de fútbol de España para los clubes de La Rioja, por debajo de la Regional Preferente de La Rioja.
Esta fue la última temporada de la Primera Regional de La Rioja, desaparecida debido a la falta de equipos inscritos en la misma. Todos sus integrantes quedaron encuadrados en la Regional Preferente de La Rioja. 

## Sistema de competición
Los 9 equipos en un único grupo, que se enfrentan a doble vuelta, una vez en casa y otra en el campo del equipo rival, todos contra todos.
Todos los equipos ascienden a Regional Preferente debido a la desaparición de la división, a excepción del C. D. Mendaviés que se inscribió en las categorías regionales de la Federación Navarra de Fútbol.

## Clasificación[1]
| Pos. | Equipo                      | Pts. | PJ | G  | E | P  | GF | GC | Dif. |                                                                               |
| ---- | --------------------------- | ---- | -- | -- | - | -- | -- | -- | ---- | ----------------------------------------------------------------------------- |
| 1    | C. D. Quel (C, A)           | 24   | 16 | 9  | 6 | 1  | 26 | 13 | +13  | Ascenso a Regional Preferente                                                 |
| 2    | C. D. Mirandés Promesas (A) | 24   | 16 | 10 | 4 | 2  | 41 | 16 | +25  | Ascenso a Regional Preferente                                                 |
| 3    | C. D. El Cortijo (A)        | 19   | 16 | 8  | 3 | 5  | 20 | 16 | +4   | Ascenso a Regional Preferente                                                 |
| 4    | C. D. Arnedo Promesas (A)   | 18   | 16 | 7  | 4 | 5  | 23 | 22 | +1   | Ascenso a Regional Preferente                                                 |
| 5    | C. D. San Lorenzo (A)       | 16   | 16 | 6  | 4 | 6  | 27 | 24 | +3   | Ascenso a Regional Preferente                                                 |
| 6    | C. D. Alfaro Promesas (A)   | 16   | 16 | 6  | 4 | 6  | 23 | 26 | −3   | Ascenso a Regional Preferente                                                 |
| 7    | C. D. Bañuelos (A)          | 12   | 16 | 5  | 2 | 9  | 21 | 38 | −17  | Ascenso a Regional Preferente                                                 |
| 8    | C. D. Mendaviés (A)         | 9    | 16 | 3  | 3 | 10 | 20 | 27 | −7   | El club pasa a competir en las divisiones regionales de la Federación Navarra |
| 9    | C. Atlético Riojano (A)     | 7    | 16 | 1  | 5 | 10 | 8  | 27 | −19  | Ascenso a Regional Preferente                                                 |

 Fuente: www.futbol-regional.es